# ریچارد لین
ریچارد لین (به انگلیسی: Richard Lynn) (زادهٔ ۲۰ فوریه ۱۹۳۰ در بریستول) روانشناس و نویسنده انگلیسی است که دارای نظریات بحث‌برانگیز است.
لین در کالج کینگ، کمبریج، در انگلستان تحصیل کرد. او به عنوان مدرس روانشناسی در دانشگاه اکستر و به عنوان استاد روانشناسی در مؤسسه تحقیقات اقتصادی و اجتماعی دوبلین و در دانشگاه اولستر در کولرین کار کرده‌است.
او استاد بازنشسته افتخاری روانشناسی در دانشگاه اولستر است، که این عنوان توسط دانشگاه در سال ۲۰۱۸ پس گرفته شد. وی دستیار سردبیر سابق و سردبیر فعلی مجله منکایند کوارترلی (Mankind Quarterly) است که به عنوان یک مجله برترپنداری نژاد سفید و تأمین کننده نژادگرایی علمی توصیف شده‌است.

## نظریه‌ها
لین به مطالعه هوش می‌پردازد و به دلیل اعتقادش به تفاوت‌های جنسی و نژادی در هوش مشهور است.
بسیاری از دانشمندان، از نظریه‌های لین در مورد تفاوت‌های نژادی و ملی در هوش به دلیل عدم دقت علمی، ارائه نادرست داده‌ها، و برای ترویج یک برنامه سیاسی نژادپرستانه انتقاد کرده‌اند. تعدادی از محققان و روشنفکران گفته‌اند که لین با شبکه‌ای از دانشگاهیان و سازمان‌هایی مرتبط است که نژادپرستی علمی را ترویج می‌کنند. در اواخر دهه ۱۹۷۰، لین نوشت که دریافت که شرق آسیایی‌ها نسبت به اروپایی‌ها میانگین هوشی (IQ) بالاتری دارند و اروپایی‌ها میانگین هوشی بالاتری نسبت به آفریقایی‌های جنوب صحرا دارند.
در دو کتابی که با تاتو وانانن نوشته‌اند، لین و وانانن استدلال کردند که تفاوت در شاخص‌های رشد در میان ملل مختلف تا حدی ناشی از میانگین بهره هوشی شهروندانشان است.